# 威尔弗里德·斯特里克-斯特里克费尔特
威尔弗里德·卡尔·斯特里克-斯特里克费尔特（德語：Wilfried Karl Strik-Strikfeldt，俄語：Вильфрид Карлович Штрик-Штрикфельдт，1896年7月23日—1977年9月7日）是波罗的海德意志人納粹德國軍官。

## 早年生平
斯特里克-斯特里克费尔特生于俄羅斯帝國里加，后在位於圣彼得堡的尼古拉骑兵学院（Николаевское кавалерийское училище）学习。他曾在1912年参加过博罗季诺战役一百周年纪念庆典，一战期间，他加入俄罗斯帝国陆军並與德國作戰。俄国内战期间，他支持俄国白军，曾在里加和英格里亚地区抗击布尔什维克。
1920年，斯特里克-斯特里克费尔特在担任负责协调战后遣返奥地利和德国战俘事务的官员期间结识了古斯塔夫·希尔格（Gustav Hilger）——后来的纳粹德国驻莫斯科大使馆顾问（1939-1941年）。同年，斯特里克-斯特里克费尔特返回里加定居，这时的里加已是剛独立的拉脱维亚的首都。1920年代初，他曾参与挪威探险家、科学家、人道主义者、外交家弗里乔夫·南森发起的缓解1921–22年俄罗斯饥荒的活动。1924至1939年间，他擔任英国和德国的一些重型工程公司在拉脱维亚的代表。 

## 德国
1939年末，苏德互不侵犯条约生效后，斯特里克-斯特里克费尔特和大部分拉脱维亚德意志人一起被“遣返”回纳粹德国。斯特里克-斯特里克费尔特一家移居瓦尔特兰帝国大区行政首府波森（今波兰城市波兹南）。
1941年初，斯特里克-斯特里克费尔特在波森接受了一名德军军官的面试，接着在柏林参加了口译员考试，之后获颁“A级口译员”（Interpreter Class A）证书。由于曾在俄罗斯帝国陆军中服役，他在加入德国陆军后只得到了上尉军衔。起初，他被分配到了费多尔·冯·博克元帅在瓦尔特兰大区的总部，在那里结识了莱因哈德·盖伦少将和亨宁·冯·特雷斯考（Henning von Tresckow）少将，并与二人共事。